# Peps Persson
Peps Persson (* 20. Dezember 1946 in Helsingborg; † 27. Juni 2021 in Tjörnarp in der Gemeinde Höör; eigentlich Per-Åke Tommy Persson) war ein schwedischer Blues- und Reggae-Musiker aus Tjörnarp in der Gemeinde Höör in Schonen. Die meisten seiner Stücke interpretierte er auf Schwedisch und erlangte durch seinen schonischen Dialekt Popularität. Zu Beginn seiner Karriere als Musiker nahm er einige Alben in Englisch auf.

## Karriere
Perssons Karriere begann 1975 stark beeinflusst vom Blues. Persson machte sich auch einen Namen als Übersetzer vieler englischsprachiger Blues- und Reggae-Songs ins Schwedische. Er interpretierte unter anderem Songs von Muddy Waters, Elmore James und Bob Marley auf Schwedisch neu.
Nach 1975 wendete er sich vom Blues etwas ab und veröffentlichte mehr Reggae-Stücke. Einige seiner Songs, wie „Falsk matematik“ und „Hög standard“, hatten auch politische Inhalte und waren Teil der schwedischen Musikbewegung (Progg).

## Diskografie

### Soloalben
- 1968 – Blues Connection
- 1969 – Sweet Mary Jane
- 1972 – The Week Peps Came to Chicago
- 1975 – Blues på svenska
- 1980 – Rotrock
- 1984 – En del och andra
- 1992 – Oh Boy

### Peps Perssons Blodsband
- 1974 – Blodsband
- 1975 – Hög standard
- 1976 – Droppen urholkar stenen
- 1978 – Spår
- 1988 – Fram med pengarna!
- 1993 – Spelar för livet
- 1994 – Röster från Södern
- 1997 – Rotblos
- 2005 – Äntligen!

### Mit der Pelle Perssons Kapell
- 1977 – Fyra tunnlann bedor om dan
- 1982 – Persson sjonger Persson!

### Kompilationen
- 1993 – Bitar 1968-1992
- 2006 – Oh Boy: Det Bästa Med Peps Persson
- 2021 – Bästa